# Коро
Ко́ро, полное наименование Санта-Ана де Коро (исп. Coro, Santa Ana de Coro) — город на северо-западе Венесуэлы, административный центр и крупнейший город штата Фалькон.
Население — 174 тыс. жителей (2001).
Город расположен на песчаной равнине в основании полуострова Парагуана. Порт Ла-Вела-де-Коро на берегу Карибского моря расположен в 12 км северо-восточнее центра города.

## История
Основан в 1527 Хуаном де Ампиесом под названием Новый Аугсбург как первая столица колонии Кляйн-Венедиг. В 1528 году испанская корона приняла решение даровать концессию на эти территории немецким Вельзерам.
После передачи этих земель в аренду немецким концессионерам последние начали усиленно искать таинственную и загадочную страну Эльдорадо.
За 28 лет, в течение которых здесь продолжалось правление немецких губернаторов, даже далеко не образцово-показательные по отношению к жителям подчиненных ими земель испанцы устали от бесцеремонности и жестокости немецких концессионеров, с которыми те насаждали свои порядки. В итоге в 1556 концессия была отменена.
После прекращения контракта с Вельзерами официальной столицей колонии стал Эль-Токуйо. Коро же, покинутый властями и гарнизоном, вскоре превратился в обычный центр одного из штатов страны и на него начали нападать французские и английские пираты, неоднократно разграблявшие и сжигавшие бывшую столицу дотла.
Каждый раз город отстраивали заново в напрасной надежде на то, что это нападение будет последним. В XVII веке Коро — центр контрабадной торговли с голландскими островами Бонайре и Кюрасао.
В 1950 году исторический центр города был объявлен национальным памятником. В 1993 Коро по решению ЮНЕСКО стал объектом Всемирного наследия. В 2005 исторический центр Коро был внесен в список объектов Всемирного наследия, находящихся под угрозой уничтожения.